# Jan Bergman (TV-producent och författare)
Jan Bergman, född 6 september 1956 i Stockholm, är en svensk författare, film- och TV-producent/-regissör, fotograf och journalist.
Bergman är framför allt känd för Stockholmspärlor, ett TV-program där han, med rörliga bilder, berättar om stadens historia. 
Han var producent vid Sveriges Television 1979–1997 och har sedan verkat i det egna företaget Jan Bergman Mediaproduktion. Bergman har regisserat och producerat över 450 filmer och TV-program. Han har även varit filmchef vid Anglo-Omega film och producent vid Svensk Filmindustri samt har fått ett flertal kulturpriser. Bergman har skrivit ett stort antal kulturartiklar, varit redaktör för den samnordiska museitidskriften "FOV", och varit aktiv i hembygdsrörelsen sedan slutet av 1970-talet.

## Filmografi (urval)
- 1979 - Svenska folkets underbara öden
- 1980 - Filmkrönikan (programledare)
- 1980 - Sverige och Tredje Riket (i samarbete med Frank Hirschfeldt och Helmut Müssener)
- 1980-1985 - Guldkorn från SF (fyra TV-serier)
- 1982 - Olympiska spelen 1912 (i samarbete med Gardar Sahlberg)
- 1982 - Gösta Roosling kortfilmskungen
- 1982 - Städernas stad
- 1982 - Fåfängans marknad
- 1982 - När seklet var ungt (ny vers)
- 1982 - Staden vid vattnen
- 1982 - Årskrönika 1932: klipp ur SF-Journalen
- 1982-1983 -  Dej ska vi fira!
- 1982-1984 - För länge sedan (TV-serie)
- 1983-1984 - Industrin i Sverige, långfilm, biografpremiär Skandia Stockholm
- 1986-1987 - De fyra elementen, Sveriges första film med surroundljud, biografpremiär: Filmhuset 1987. Premiärfilm för SVT:s nya digitala stereoljud, Nicam.
- 1988-2001 - Stockholmspärlor, fyra serier TV-program, 1897-1969
- 1990-1993 -  Där vägarna möts, långfilm, biografpremiär Grand Ulricehamn
- 1989-1992 - Ferdinand (porträtt av arkitekten Ferdinand Boberg)
- 1990-1993 - Petrolea (långfilm om oljehistoria)
- 1994 - IT - 200 år informationsteknologi (film om teknikhistoria)
- 1992-1995 - Guldkorn från 1939, 1940, 1941, 1942, 1943, 1944, 1945. (Även under rubr: "Sverige och Andra Världskriget" i TV-sändn 1995, samt DVD.[3])
- 1997-2000 - Guldkorn från 1946, 1947, 1948, 1949, 1950.
- 2001 - En hytta och en smedja. Ljudfilmsversion och bearbetning av material fr 1918.